# One-touch Recording
OTR (z anglického one-touch recording, česky nahrávání jedním dotykem) je funkce videorekordéru a současně tlačítko nebo skupina tlačítek sloužící pro aktivování této funkce, která umožňuje jednoduchým způsobem zapnout nebo nastavit nahrávání televizního pořadu.
Možnosti a použití funkce OTR se liší podle výrobce, případně i konkrétního modelu rekordéru. Na některých přístrojích je funkce OTR spojena s běžným tlačítkem pro nahrávání (REC) a funguje tak, že po zapnutí nahrávání právě sledovaného programu druhý, třetí a další stisky tlačítka aktivují ukončení nahrávání po 30, 60 a více minutách v půlhodinových (např. DVD rekordér Pioneer DVR-720H) nebo hodinových (např. S-VHS rekordér Panasonic NV-HS880) krocích.
Jinou implementací funkce OTR je skupina tlačítek, kterými lze rychle nastavit čas začátku a konce nahrávání právě sledovaného programu v aktuálním dni (např. S-VHS rekordér Panasonic NV-FS88).
OTR poskytuje jen omezené možnosti časovaného nahrávání, ale jeho výhodou oproti obvyklému programování nahrávání je rychlejší ovládání a spuštění nahrávání, protože není nutné zadávat datum a číslo programové předvolby, často ani čas začátku a konce nahrávání.